# Гайнс-Крік
Гайнс-Крік (англ. Hines Creek) — село в Канаді, у провінції Альберта, у складі муніципального району Клір-Гіллс.

## Населення
За даними перепису 2016 року, село нараховувало 346 осіб, показавши скорочення на 8,9%, порівняно з 2011-м роком. Середня густина населення становила 64,9 осіб/км².
З офіційних мов обидвома одночасно володіли 5 жителів, тільки англійською — 335, а 5 — жодною з них. Усього 50 осіб вважали рідною мовою не одну з офіційних, з них 5 — одну з корінних мов, а 5 — українську.
Працездатне населення становило 180 осіб (57,1% усього населення), рівень безробіття — 16,7% (19% серед чоловіків та 25% серед жінок). 83,3% осіб були найманими працівниками, а 13,9% — самозайнятими.
Середній дохід на особу становив $41 721 (медіана $32 288), при цьому для чоловіків — $42 989, а для жінок $40 143 (медіани — $38 144 та $27 968 відповідно).
15,9% мешканців мали закінчену шкільну освіту, не мали закінченої шкільної освіти — 28,6%, 55,6% мали післяшкільну освіту, з яких 28,6% мали диплом бакалавра, або вищий.
| Статево-вікова структура населення | Статево-вікова структура населення | Статево-вікова структура населення | Статево-вікова структура населення | Статево-вікова структура населення |
| ---------------------------------- | ---------------------------------- | ---------------------------------- | ---------------------------------- | ---------------------------------- |
|                                    |                                    |                                    |                                    |                                    |
| Всього                             | Всього                             | 55,1%44,9%                         |                                    |                                    |
| 0 — 14 років                       | 0 — 14 років                       |                                    | 15,9%                              | 15,9%                              |
| 15 — 64 років                      | 15 — 64 років                      |                                    | 60,9%                              | 60,9%                              |
| 65 і більше                        | 65 і більше                        |                                    | 23,2%                              | 23,2%                              |
| 85 і більше                        | 85 і більше                        |                                    | 2,9%                               | 2,9%                               |
| Середній вік (років)               | Середній вік (років)               | 44,344,2                           | 44,2                               | 44,2                               |
| Медіана (років)                    | Медіана (років)                    | 47,0                               | 47,0                               | 47,0                               |
| — чоловіки — жінки                 |                                    |                                    |                                    |                                    |

| Походження мешканців:     | Походження мешканців:     | Походження мешканців: | Походження мешканців: | Походження мешканців: |
| ------------------------- | ------------------------- | --------------------- | --------------------- | --------------------- |
| Походження                |                           |                       | осіб                  | %                     |
| Корінні американці        | Корінні американці        |                       | 50                    | 13.16%                |
| Інше північноамериканське | Інше північноамериканське |                       | 115                   | 30.26%                |
| Європейське               | Європейське               |                       | 310                   | 81.58%                |
| британське                | британське                |                       | 220                   | 57.89%                |
| французьке                | французьке                |                       | 60                    | 15.79%                |
| українське                | українське                |                       | 45                    | 11.84%                |
| Азійське                  | Азійське                  |                       | 35                    | 9.21%                 |

| Зайнятість населення за галузями (за класифікацією NOC): | Зайнятість населення за галузями (за класифікацією NOC): | Зайнятість населення за галузями (за класифікацією NOC): | Зайнятість населення за галузями (за класифікацією NOC): | Зайнятість населення за галузями (за класифікацією NOC): |
| -------------------------------------------------------- | -------------------------------------------------------- | -------------------------------------------------------- | -------------------------------------------------------- | -------------------------------------------------------- |
|                                                          |                                                          |                                                          |                                                          |                                                          |
| Управління                                               | Управління                                               |                                                          | 11,4%                                                    | 11,4%                                                    |
| Охорона здоров'я                                         | Охорона здоров'я                                         |                                                          | 11,4%                                                    | 11,4%                                                    |
| Освіта, правозахист, муніципальні та урядові служби      | Освіта, правозахист, муніципальні та урядові служби      |                                                          | 17,1%                                                    | 17,1%                                                    |
| Роздрібна торгівля та послуги                            | Роздрібна торгівля та послуги                            |                                                          | 25,7%                                                    | 25,7%                                                    |
| Гуртова торгівля, транспорт та обладнання                | Гуртова торгівля, транспорт та обладнання                |                                                          | 22,9%                                                    | 22,9%                                                    |
| Природні ресурси, сільське господарство                  | Природні ресурси, сільське господарство                  |                                                          | 5,7%                                                     | 5,7%                                                     |
| Виробництво                                              | Виробництво                                              |                                                          | 5,7%                                                     | 5,7%                                                     |

## Клімат
Середня річна температура становить 0,8°C, середня максимальна – 20,7°C, а середня мінімальна – -23,7°C. Середня річна кількість опадів – 447 мм.
| Клімат поселення                              | Клімат поселення | Клімат поселення | Клімат поселення | Клімат поселення | Клімат поселення | Клімат поселення | Клімат поселення | Клімат поселення | Клімат поселення | Клімат поселення | Клімат поселення | Клімат поселення | Клімат поселення |
| Показник                                      | Січ.             | Лют.             | Бер.             | Квіт.            | Трав.            | Черв.            | Лип.             | Серп.            | Вер.             | Жовт.            | Лист.            | Груд.            |                  |
| Середній максимум, °C                         | −10,45           | −6,5             | 0,07             | 9,89             | 16,19            | 20,26            | 20,69            | 19,47            | 14,48            | 8,39             | −3,21            | −9,94            |                  |
| Середня температура, °C                       | −17,04           | −13,12           | −6,55            | 3,30             | 9,59             | 13,63            | 15,60            | 14,37            | 9,40             | 3,26             | −8,32            | −15,04           |                  |
| Середній мінімум, °C                          | −23,68           | −19,72           | −13,15           | −3,33            | 2,95             | 7,03             | 10,50            | 9,26             | 4,26             | −1,84            | −13,41           | −20,14           |                  |
| Норма опадів, мм                              | 28               | 20               | 19               | 21               | 43               | 72               | 75               | 58               | 35               | 26               | 27               | 23               |                  |
| Середньомісячна швидкість вітру, м/с          | 3.62             | 3.60             | 3.70             | 4.00             | 4.06             | 3.80             | 3.30             | 3.30             | 3.70             | 4.10             | 3.64             | 3.80             |                  |
| Середньомісячна сонячна радіація, кДж/м²·день | 2417             | 5686             | 11124            | 16522            | 19957            | 21760            | 21184            | 17217            | 11191            | 6045             | 2790             | 1692             |                  |
| --------------------------------------------- | ---------------- | ---------------- | ---------------- | ---------------- | ---------------- | ---------------- | ---------------- | ---------------- | ---------------- | ---------------- | ---------------- | ---------------- | ---------------- |
| Джерело:                                      |                  |                  |                  |                  |                  |                  |                  |                  |                  |                  |                  |                  |                  |